# Győr
Győr (Arrabona ou Iaurinum em latim; Raab em alemão, Ráb em eslovaco) é a cidade mais importante e um condado urbano (megyei jogú város em húngaro) do noroeste da Hungria. Gyõr é a capital do condado de Győr-Moson-Sopron e a sexta maior cidade do país, está localizada na movimentada estrada que liga Budapeste a Viena, Áustria. 

A área tem sido habitada desde tempos antigos. O primeiro grande assentamento remonta ao século V a.C.. Seus habitantes eram celtas (tribo dos arabiates). Eles chamaram a cidade Arrabona, junto do rio Arabo, um nome que foi usado durante oito séculos e cuja forma abreviada é ainda usada para nomear a cidade pelos alemães (Raab) e eslovacos (Ráb).